# Deuselbach
Deuselbach ist eine Ortsgemeinde im Landkreis Bernkastel-Wittlich in Rheinland-Pfalz. Sie gehört der Verbandsgemeinde Thalfang am Erbeskopf an. Deuselbach ist ein staatlich anerkannter Erholungsort.

## Geographie
Die Ortsgemeinde liegt im Hunsrück am Fuße des Erbeskopfes, des höchsten Berges in Rheinland-Pfalz. Deuselbach grenzt im Norden an Rorodt, im Osten an Morbach, im Süden und Westen an Thalfang und im Nordwesten an Immert. Nächstgelegene Mittelzentren sind Morbach und Bernkastel-Kues. Das Oberzentrum Trier liegt in etwa 40 Kilometer Entfernung.

### Klima
Deuselbach gehört zur gemäßigten Klimazone. Die Wetterstation Deuselbach liegt auf 481 m ü. NHN und besteht seit 1946.
Die durchschnittliche Jahrestemperatur im Messzeitraum von 1971 bis 2000 betrug 8,2 °C und die mittlere jährliche Niederschlagsmenge 776,2 mm. Im Zeitraum von 1981 bis 2010 lag die Jahresmitteltemperatur bei 8,5 °C und der durchschnittliche Jahresniederschlag bei 818,0 mm. Von 1991 bis 2020 lag die Jahresmitteltemperatur bei 9,0 °C und der durchschnittliche Jahresniederschlag bei 817,0 mm.
Im Zeitraum von 1961 bis 1990 gab es pro Jahr:
- 25,2 Eistage (Lufttemperatur stets unter 0 °C)
- 87,6 Frosttage (Minimum der Lufttemperatur unter 0 °C)
- 17,0 Sommertage (Tageshöchsttemperatur ab 25 °C)
- 01,3 Heiße Tage (Tageshöchsttemperatur ab 30 °C)

Im Zeitraum von 1971 bis 2000 gab es pro Jahr:
- 21,6 Eistage
- 84,9 Frosttage
- 20,5 Sommertage
- 01,9 Heiße Tage

Klimatabelle
|                        | Jan | Feb | Mär | Apr | Mai  | Jun  | Jul  | Aug  | Sep  | Okt | Nov | Dez |   |       |
| Mittl. Temperatur (°C) | 1   | 1,6 | 4,7 | 8,5 | 12,4 | 15,5 | 17,6 | 17,3 | 13,4 | 9,3 | 4,9 | 1,9 | ⌀ | 9     |
|                        |     |     |     |     |      |      |      |      |      |     |     |     |   |       |
| Niederschlag (mm)      | 73  | 65  | 61  | 46  | 68   | 66   | 78   | 72   | 63   | 69  | 69  | 87  | Σ | 817   |
|                        |     |     |     |     |      |      |      |      |      |     |     |     |   |       |
| Sonnenstunden (h/d)    | 52  | 79  | 129 | 180 | 200  | 207  | 223  | 211  | 162  | 108 | 58  | 41  | ⌀ | 137,8 |

|  |

|  |

|  |

|  |

|  |

|  |

|  |

|  |

|  |

|  |

|  |

|  |

|  |

|  |

|  |

|  |

|  |

|  |

|  |

|  |

|  |

|  |

|  |

|  |

## Geschichte
Deuselbach wurde im Jahr 1112 erstmals urkundlich erwähnt.
Bis zum Ende des 18. Jahrhunderts gehörte Deuselbach zum Amt Dhronecken in der Wild- und Rheingrafschaft. Nach der Französischen Revolution wurde 1794 das Linke Rheinufer und damit auch Deuselbach von Frankreich in Besitz genommen. Deuselbach war von 1798 bis 1814 dem Kanton Hermeskeil im Saardepartement zugeordnet. Aufgrund eines Gesetzes vom 26. März 1798 hoben die Franzosen die Feudalrechte in der Region auf. Nach Ende der französischen Herrschaft kam der Ort 1815 zu Preußen. Seit 1946 ist der Ort Teil des damals neu gebildeten Landes Rheinland-Pfalz. Bis zur kommunalen rheinland-pfälzischen Verwaltungsreform von 1969 gehörte der Hunsrückort zum Landkreis Bernkastel.
Bevölkerungsentwicklung
Die Entwicklung der Einwohnerzahl von Deuselbach, die Werte von 1871 bis 1987 beruhen auf Volkszählungen:
| Jahr | Einwohner |
| 1815 | 332       |
| 1835 | 304       |
| 1871 | 273       |
| 1905 | 261       |
| 1939 | 263       |
| 1950 | 269       |

| Jahr | Einwohner |
| 1961 | 317       |
| 1970 | 286       |
| 1987 | 269       |
| 1997 | 303       |
| 2005 | 264       |
| 2023 | 263       |

## Politik

### Gemeinderat
Der Gemeinderat in Deuselbach besteht aus sechs Ratsmitgliedern, die bei der Kommunalwahl am 9. Juni 2024 in einer Mehrheitswahl gewählt wurden, und dem ehrenamtlichen Ortsbürgermeister als Vorsitzendem.

### Bürgermeister
Roland Schmidt wurde im Sommer 2019 Ortsbürgermeister von Deuselbach. Bei der Stichwahl am 16. Juni 2019 hatte er sich mit einem Stimmenanteil von 55,40 % gegen den bisherigen Amtsinhaber durchgesetzt, nachdem bei der Direktwahl am 26. Mai 2019 keiner der ursprünglich vier Bewerber eine ausreichende Mehrheit erreicht hatte. Bei der Direktwahl am 9. Juni 2024 wurde Schmidt als einziger Bewerber mit 86,4 % für weitere fünf Jahre wiedergewählt.
Schmidts Vorgänger waren von 2009 bis 2019 Hans-Klaus Hölzemer und zuvor Reinhard Manz.

## Sehenswürdigkeiten

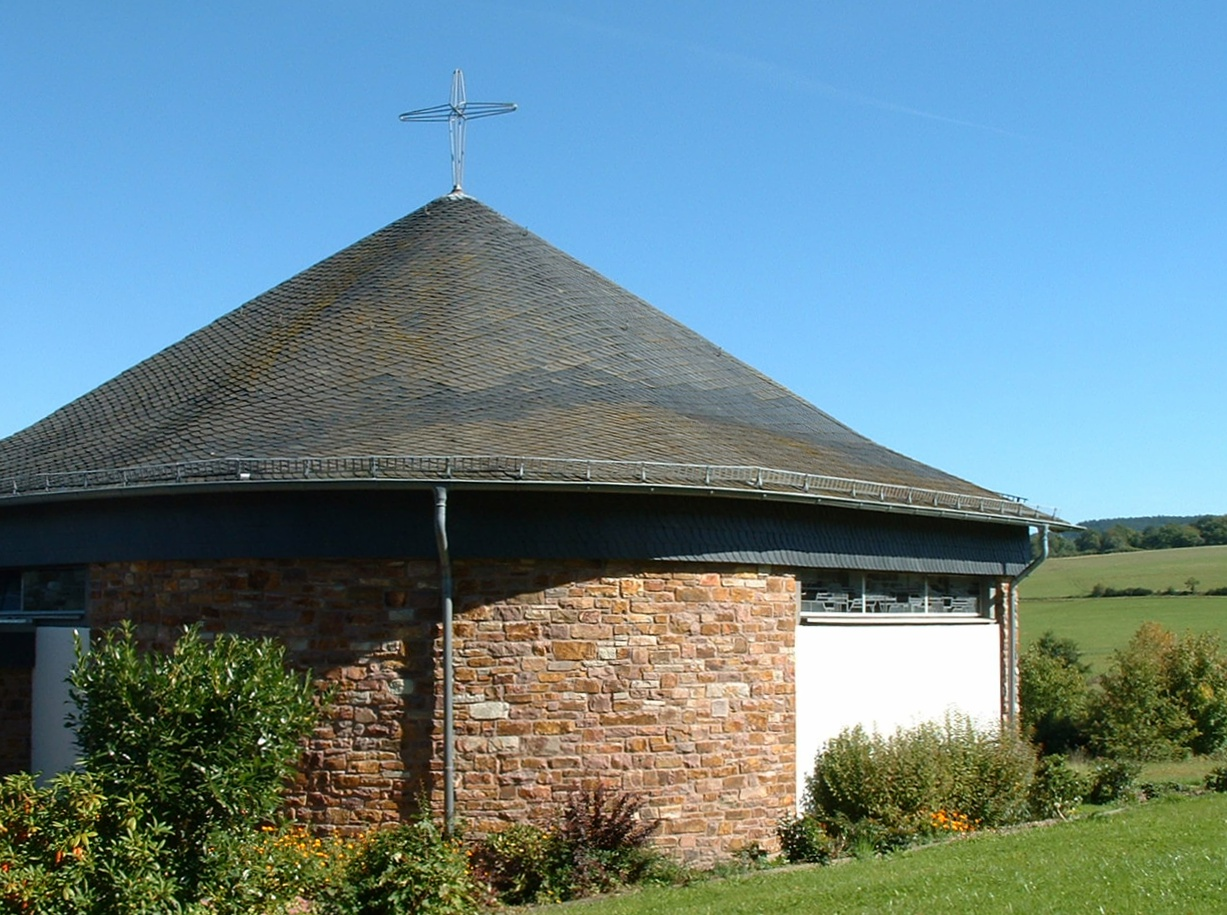
Evangelische Trinitatiskirche

Zwischen dem Oberdorf und dem Unterdorf steht an historischer Stelle die evangelische Trinitatiskirche. Die 1970–1972 erbaute Zeltkirche beherbergt unter anderem Glasfenster des Trierer Künstlers Manfred Freitag.
- Siehe auch: Liste der Kulturdenkmäler in Deuselbach
- Siehe auch: Liste der Naturdenkmale in Deuselbach

## Wirtschaft und Infrastruktur
Über die Landesstraße 164 ist der Ort an den überörtlichen Verkehr angebunden.
Der Bahnhof Deuselbach lag am Streckenkilometer 89,7 an der mittlerweile stillgelegten Hunsrückquerbahn Langenlonsheim–Hermeskeil.
Der Deuselbacher Viadukt lag östlich des Ortes auf der Gemarkung von Thalfang.
In Deuselbach befindet sich eine Wetterstation des Deutschen Wetterdienstes.
Im Jahre 2016 erhielten die Gemeinden Deuselbach und das benachbarte Immert ein DSL-Netz für Festnetztelefonie und Internet. Am 3. Juli 2023 kam es aufgrund eines Blitzeinschlages zu einem Totalausfall des Netzes, der bis Mitte August 2023 noch nicht behoben wurde.
Bis Dezember 2023 wurde ein Ersatznetz in Deuselbach und Immert aufgebaut, erste Haushalte waren somit wieder online.
Auf der Gemarkung Deuselbach befindet sich seit 1985 ein Modellfluggelände, welches vom Modellsportclub Erbeskopf e. V. bewirtschaftet wird.